# گمیچی
گَمیچی یکی از روستاهای استان آذربایجان شرقی است که در دهستان جزیره، بخش ایلخچی، شهرستان اسکو، واقع شده‌ است. این روستا از نظر وسعت بزرگترین روستای جزیره اسلامی است.این روستا ۵۲۷ نفر جمعیت دارد.
نام این روستا از دو کلمهٔ «گمی» به معنای کشتی و پسوند فاعلی «چی» ساخته شده‌است، که حکایت از فعالیت مردمان این روستا در زمینهٔ کشتی سازی و کشتی رانی (در دریاچه ارومیه) دارد. هم‌ اکنون با خشک شدن درصد قابل توجهی از دریاچهٔ ارومیه، و ایجاد راه زمینی متصل‌کننده آذربایجان شرقی به آذربایجان غربی، این فعالیت متوقف شده، و تنها یادگار آن، بندر گاه‌های چوبی کنار دریاچه است. زبان تکلم در این روستا ترکی آذربایجانی و با لهجه ای منحصر بفرد می باشد که در سایر نقاط گویشور این زبان، مشابه آن، دیده نمی شود.
هم اکنون مردم این روستا به فعالیت‌های کشاورزی و دامداری مشغول اند و محصولات کشاورزی کاشته شده در این روستا محصولاتی نظیر: گندم، جو، نخود، بادام و پسته می‌باشند. جمعیت گمیچی طبق آمار شبکه بهداشت در حدود۵۰۰ نفر می‌باشد که به علت مهاجرت زیاد به شهرهای اطراف، عمده این جمعیت را افراد سالخورده و پیر شامل می‌شوند.